# Paraplyskole
En paraplyskole (engelsk: umbrella school) er en privatskole, der yder en organisatorisk ramme omkring hjemmeundervisning og foretager en grundlæggende kontrol af undervisningen. Fænomenet kendes mest i USA. Nogle paraplyskoler udbyder også visse fag, en læseplan, studieture eller andre aktiviteter. I sagens natur varierer paraplyskoler meget i både pris og ydelser, og der findes i USA både skoler, der er knyttet til en specifik trosretning og skoler, der ikke er religiøst orienterede. De enkelte delstater i USA stiller vidt forskellige krav til skolerne, så nogle steder er det skolens ansvar at holde styr på vaccinationer, fravær osv.
| Skole | Spire Denne artikel om en skole, en uddannelsesinstitution eller uddannelse er en spire som bør udbygges. Du er velkommen til at hjælpe Wikipedia ved at udvide den. |